# Calvaruso
Calvaruso is een plaats (frazione) in de Italiaanse gemeente Villafranca Tirrena.